# Atari 2600
« Atari VCS » redirige ici. Pour la console moderne appelée Atari VCS sortie en 2020, voir Atari VCS (console, 2020).
L’Atari 2600, à l’origine appelée Atari VCS, est une console de jeux vidéo de deuxième génération produite par Atari entre 1977 et 1992.

## Histoire
L’Atari 2600 est lancée en octobre 1977 au prix de 199 USD (de l’époque), livrée avec une paire de joysticks et le jeu Combat. C’est la troisième console à cartouches, après la Channel F de Fairchild et la RCA Studio II, commercialisée un an plus tôt (les précédentes consoles du marché intègrent un ou plusieurs jeux sans la possibilité d’en adjoindre d’autres). À l’origine, le nom de la console est Atari VCS, pour Video Computer System. Le nom Atari 2600 est utilisé pour la première fois en 1982 lors de la sortie de l’Atari 5200. Avec entre 25 et 40 millions d’unités vendues, l’Atari 2600 est la console la plus populaire de sa génération. Le succès est historique, marquant l’avènement d’un marché de masse pour le jeu vidéo. La console rapporte beaucoup d’argent à la société Atari jusqu’en 1983 et la crise du marché du jeu vidéo aux États-Unis. Vendue principalement aux États-Unis et en Europe, elle est produite jusqu’en 1991, ce qui constitue un record de longévité sur les marchés occidentaux.

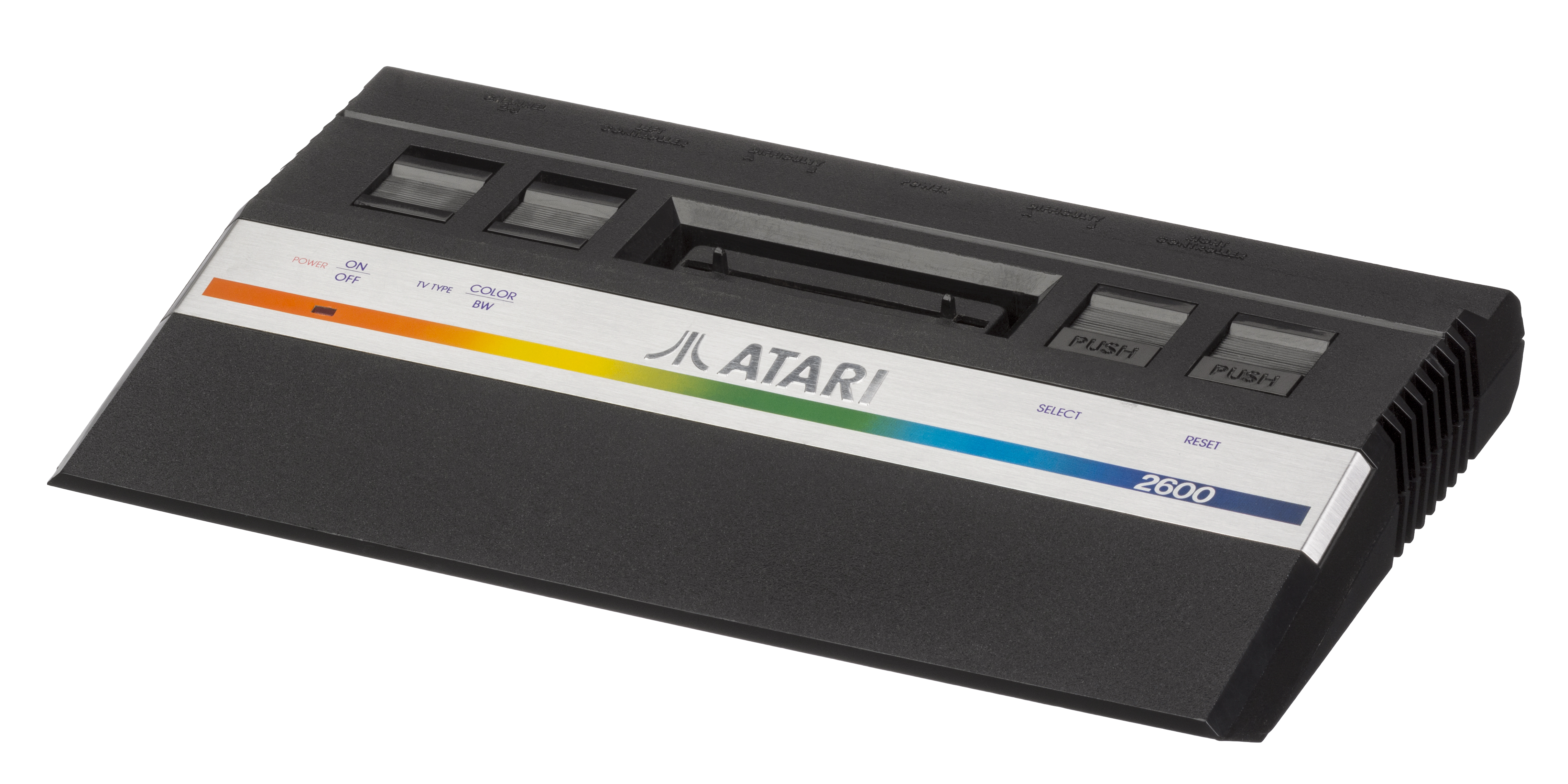
Atari 2600 Jr.

Atari ne rémunère pas ses développeurs proportionnellement au succès des jeux. Rick Maurer, le programmeur de la version Atari 2600 de Space Invaders, ne reçoit que 11 000 $ pour son travail, alors que le jeu procure plus de 100 millions de dollars à Atari. Warren Robinett, le programmeur d’Adventure, proteste contre la politique d’anonymat d’Atari. L’entreprise ne publie pas le nom des employés ayant participé au projet. Warren Robinett inscrit son nom dans une pièce cachée du jeu, c’est le premier easter egg connu dans un jeu vidéo. Beaucoup d’autres programmeurs quittent la compagnie pour créer des  sociétés de développement indépendantes ; Activision en fait partie. Atari essaie de bloquer les développements externes pour l’Atari 2600 en portant plainte, mais la justice tranche favorablement en faveur des développeurs tiers. Atari souffre également d’un problème d’image à cause d’un certain nombre de jeux pornographiques comme Custer’s Revenge produits par Mystique.

### En France
La console est commercialisée en France du 1er septembre 1981 à 1991. C'est la deuxième console de salon à sortir en France après la Videopac de Philips. Ses principaux concurrents à l'époque sont la Videopac de Philips (sortie en 1979), l'Intellivision de Mattel (sortie en juillet 1982), la Vectrex de Milton Bradley (sortie en mai 1983) et la ColecoVision de Coleco (sortie en juin 1983).
Il se vendra 25 000 Atari 2600 en France en 1986.

## Versions de la console

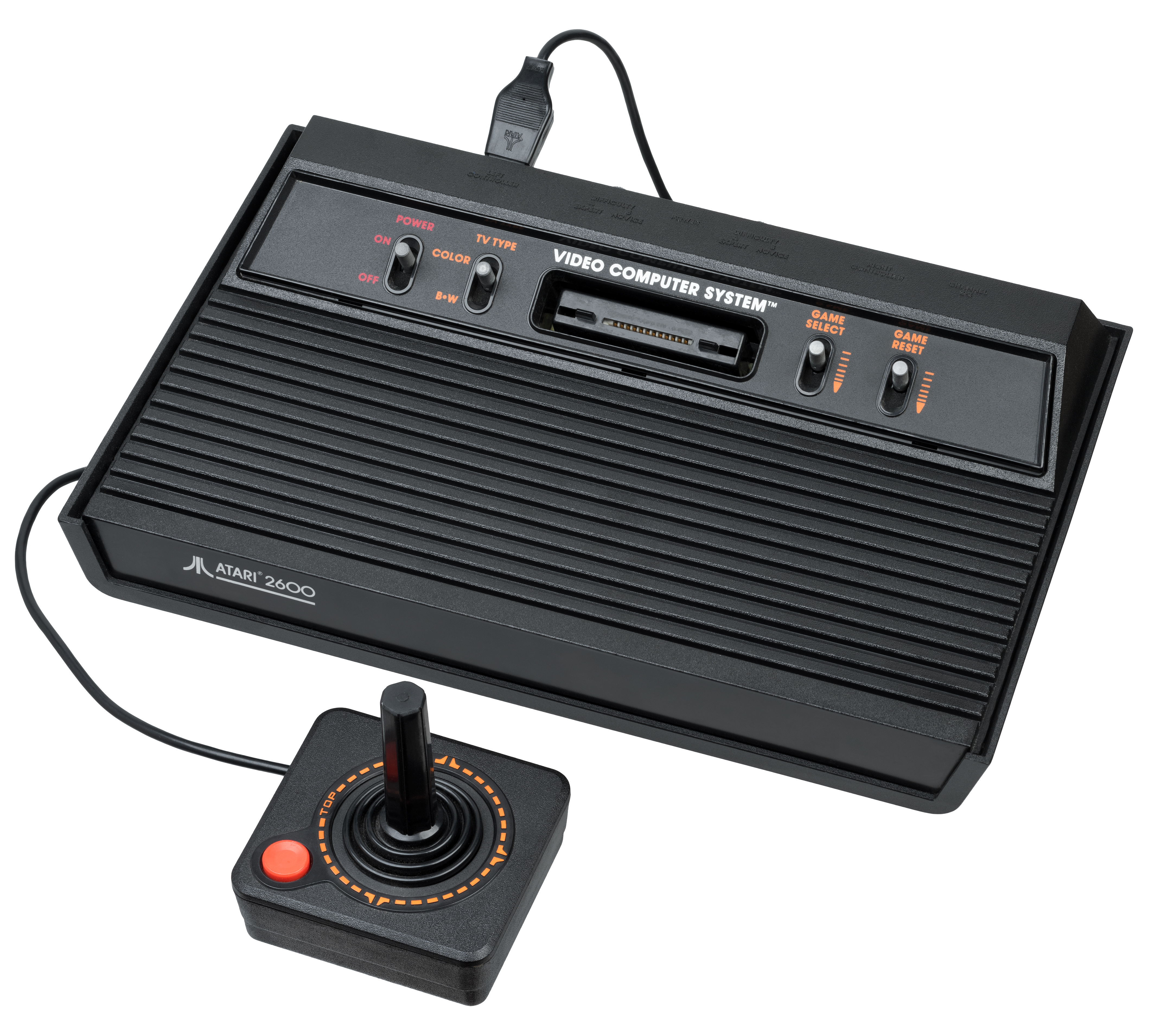
Atari 2600 Modèle « S » version 2.

Modèle original : c'est le premier, sorti en 1977 aux États-Unis avec le jeu Combat particulièrement riche malgré une ROM de 2 ko seulement. La console est encombrante et relativement lourde, ce qui lui donnera le surnom « Heavy Sixer ». Elle est reconnaissable à ses 6 boutons type « switch » et sa finition bois. Elle est d'abord assemblée aux États-Unis, puis à Hong Kong. Une version « Light Sixer » sortie en 1978 existe aussi, la seule différence sont les bords en façade qui sont moins arrondis et les bords sur le dessus qui sont plus fins.
Modèle « S » : il remplace le modèle original en 1980, avec un encombrement et surtout un poids qui sont réduits, et seulement 4 commutateurs au lieu de 6. La finition bois est conservée, et le jeu Combat ainsi que deux contrôleurs type Pong (paddle) sont toujours inclus dans l'emballage. (Code produit : CX-2600S - Sortie française en septembre 1981).
Modèle « S » version 2 : il sort en 1982 et prend pour la première fois l'appellation 2600, l'Atari 5200 étant lancée à la même date. Il a les mêmes caractéristiques que le modèle S mais avec une finition plastique seulement et des packages variés pouvant ne pas inclure les contrôleurs type Pong et le jeu Combat. Entièrement noire, elle était surnommée la « Dark Vador » par les fans (Code produit : CX-2600 AS - Sortie française en 1982).
Atari 2600 Jr : en 1985, Atari décide de moderniser l'apparence de sa console emblématique en lui donnant une apparence proche de la future 7800, qui sort l'année suivante. La nouvelle mouture, nommée « 2600 Jr », était proposée pour 50 USD, ce qui en faisait un système abordable par rapport aux 8-bit plus puissantes de la même époque, comme les Nintendo Entertainment System ou la Sega Master System.
- La version vendue en France, en 1985, était uniquement en PAL, contrairement aux autres versions S, et se branchait uniquement sur la prise Péritel des téléviseurs. Sur l'emballage, figurait la liste des téléviseurs restituant en couleurs les images. En Belgique et en Suisse, la console avait un modulateur UHF normes CCIR B/G, comme les autres versions.

Atari 2700 : ce modèle n'a jamais été commercialisé, et a été présenté par Atari au CES 1981 pour rénover l'image de sa console avec un design futuriste et des manettes sans fil à ondes radio.
Atari 2800 : version japonaise de l'Atari 2600 sortie en octobre 1983. Sortie quelque temps après la Nintendo Family Computer le succès de cette dernière n'a pu laisser de chance à la 2800. En 1983 aux États-Unis Sears sort la 2800 sous le nom de Sears Video Arcade II. Le design de la 2800 servira plus tard de base pour celui de l'Atari 7800. Les manettes ont pour particularité de combiner le joystick et le paddle 270°, la console quant à elle possède 4 ports manette.

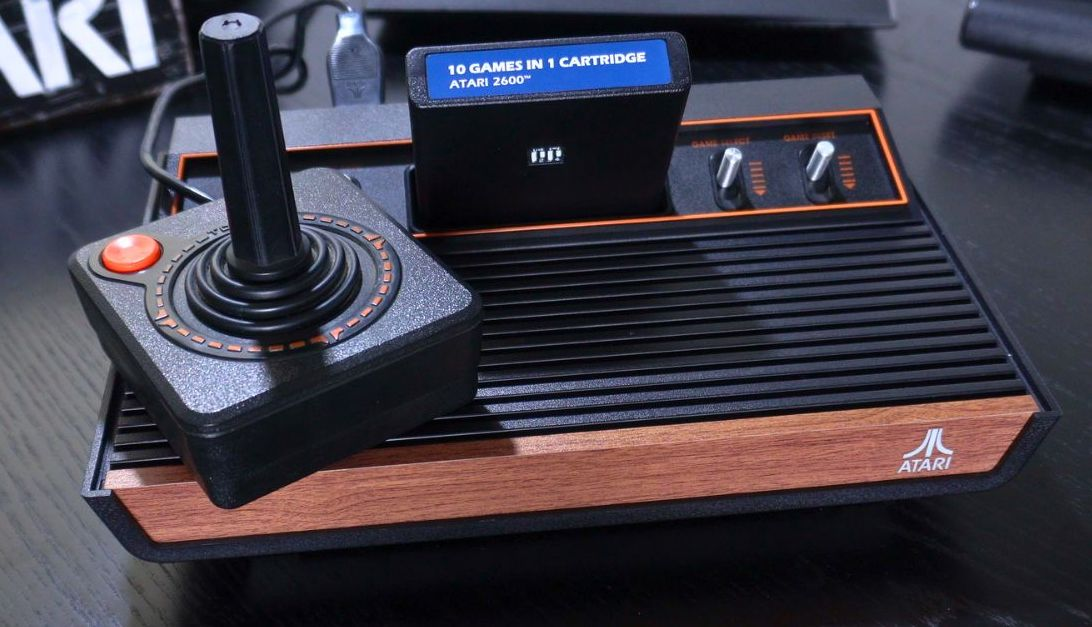
Atari 2600+

Atari 2600+ : dans le sillage de rééditions de consoles anciennes opéré avec succès depuis plusieurs années (NES Mini, Mega Drive Mini, ...), Atari a réédité la 2600 en prenant pour base le modèle « S », dans des dimensions légèrement inférieures (80% de la taille d'origine),.  Cette version, mise en vente depuis le 17 novembre 2023, dispose d'une alimentation USB, d'une sortie HDMI et propose plusieurs résolutions d'écran. La console est livrée avec le Joystick CX40+ et une cartouche de jeux 10-en-1 qui présente certains des jeux les plus célèbres d'Atari comme Adventure, Missile Command ou encore Yars' Revenge. L'Atari 2600+ est annoncée comme capable de lire la plupart des titres sortis pour la 2600 originelle et la 7800. Elle est dotée d'un microprocesseur Rockchip 3128 SOC avec 256 Mo de RAM DDR3 et 256 Mo de stockage interne fixe eMMC.

## Jeux

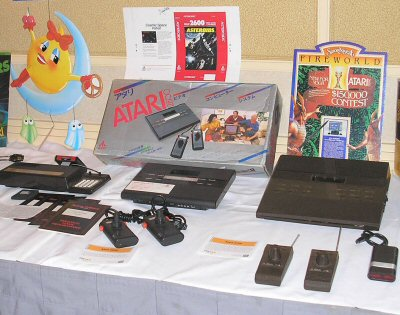
Boîtes et matériels de la version japonaise, appelée Atari 2800.

La ludothèque de la console comprend environ 900 titres dont des hits originaux (Adventure, Kaboom!, Pitfall!, Yars’ Revenge, des conversions de jeux d’arcade célèbres (Asteroids, Missile Command, Pac-Man, Space Invaders) et les premiers jeux sous licence (E.T. the Extra-Terrestrial, Raiders of the Lost Ark, etc.)

## Spécifications techniques
L'Atari 2600 était basé sur la puce MOS Technology 6507, une version de la 6502 avec un bus d'adresse de 13 bits (soit 8 kio de mémoire), offrant une résolution maximale de 160 × 192 pixels (NTSC), 128 couleurs, 128 octets de RAM avec 4 ko sur les cartouches (64 ko via la commutation de banque). La conception a subi de nombreuses transformations et révisions au cours de ses 14 ans d'histoire de production, du "heavy sixer" original à l'Atari 2600 Jr. à la fin. Le système dispose également de nombreux contrôleurs et périphériques tiers.
- processeur principal : MOS Technology 6507 à 1,19 MHz[12]
- processeur audio et vidéo: adaptateur d'interface de télévision (TIA)
- mode graphique[13] :
  - La mémoire n'est pas un bitmap, mais une ligne large de 160 pixels[12].
  - Résolution du terrain de jeu : 40 x 192 pixels ( NTSC ). Utilise un registre de 20 pixels qui est mis en miroir ou copié, de gauche à droite, pour atteindre la largeur de 40 pixels.
  - sprites : 5 objets mobiles d’une seule couleur par ligne :
    - deux joueurs de définition 8 × 192 (pixels rectangulaires de rapport 1 sur 2 zoomables, 2 ou 4 fois) d'une finesse équivalente à du 160 × 192 hors zoom.
    - deux missiles de couleur identique ligne à ligne à leur joueur.
    - une balle de couleur identique ligne à ligne à la couleur de fond du terrain de jeu.
- couleurs : 128 (16 couleurs avec 8 niveaux d’intensité chacune) en NTSC et 104 en PAL. Le modèle français SÉCAM n’affichait que 8 couleurs; en fait il recolorait la version N&B du jeu.
- 2 canaux de son monaural 1 bit avec contrôle du volume 4 bits.
- RAM (au sein d'une puce Mos Technology RIOT ) : 128 octets (de la RAM supplémentaire peut être incluse dans les cartouches de jeu)
- mémoire de masse (cartouches de jeux) : de 2 et 4 Kio (mais possibilité d’extension théoriquement illimitée en passant par la technique de bank switching)
- connecteurs d’entrée (contrôlée par MOS RIOT) :
  - Deux ports de contrôleur DE-9 [note 1] sans vis, pour  manettes à un bouton, paddles, trackballs, contrôleurs de conduite, contrôleurs de clavier à 12 touches (0-9, # et *) et contrôleurs tiers avec des fonctions supplémentaires
  - Six interrupteurs (version originale) : Marche/Arrêt, Signal TV (N/B ou Couleur), Difficulté pour chaque joueur (appelé A et B), Sélection et Réinitialisation. À l'exception de l'interrupteur d'alimentation, les jeux pouvaient (et ont fait) attribuer d'autres significations aux interrupteurs. Sur les modèles ultérieurs, les commutateurs de difficulté ont été miniaturisés et déplacés à l'arrière de l'unité.
- connecteur de sortie : signal TV vidéo N/B ou couleur et signal sonore envoyés via un modulateur RF (NTSC, PAL ou SECAM, selon la région ; les cartouches de jeu sont échangeables entre les machines NTSC et PAL/SECAM, mais cela entraînera des couleurs erronées ou manquantes et souvent une image roulante).
- connecteur d'alimentation type jack 9V en CC, 500 mA (converti 5V CC en interne)

Le CPU est chargé de tracer l'écran à chaque image, ce qui lui laisse 25 % de son temps pour le jeu.

## Palette de couleurs
L'Atari 2600 utilisait différentes palettes de couleurs en fonction du format de signal de télévision utilisé. Avec le format NTSC, une palette de 128 couleurs était disponible, tandis qu'en PAL, seules 104 couleurs étaient disponibles. De plus, la palette SECAM ne comprenait que 8 couleurs.
Seule la puce de l'adaptateur d'interface de télévision (TIA) (numéro de série CO10444 en version NTSC) était différente pour les marchés NTSC et PAL. Les unités SECAM utilisaient un adaptateur de carte fille pour convertir la sortie. La CPU d'entrées/sorties CO10745 et la combinaison  RAM + CO10750 étaient les mêmes utilisées tout au long de la production du 2600 pour toutes les régions.

## Jeux disponibles lors du lancement commercial
Air-Sea Battle, Basic Math, Blackjack, Combat (fourni à l'origine avec la console), Indy 500, Star Ship, Street Racer, Surround, Video Olympics.

## Paradoxe de la VCS 2600
- Il est très intéressant de comprendre qu'à l'origine Atari cherchait à faire un Pong plus évolué et n'avait imaginé que des jeux de « duels » où deux joueurs se renverraient une balle, ou se lanceraient des missiles sur un terrain de jeu d'où les noms des composants graphiques. Un peu comme ce qui se voyait sur l'Odyssey mais avec des graphismes de joueurs plus évolués et un terrain de jeu couleur affiché par l'écran au lieu d'un overlay. En regardant les jeux du line-up tels que Combat ou Indy500 on se rend bien compte de ce qu'Atari souhaitait proposer initialement.
- Pour économiser en composants électroniques il avait été décidé de laisser gérer la routine d'affichage par le programmeur plutôt que par des composants. C'est de cette économie initiale qu'ont pu naître au fil du temps tous ces gameplays nettement plus évolués que ce qui se faisait à l'époque de la conception de la console. En effet l'affichage s'effectuait ligne par ligne. De ce fait la balle et les missiles peuvent être réutilisés sur chaque ligne. Dans Pitfall! les lianes sont composées de dizaines de « balles » les unes sous les autres, tandis que dans Jungle Hunt elles sont composées de missiles ; ce que l'on peut constater car sur les lignes où est le personnage elles ont les mêmes couleurs que le personnage.
- Les quatre couleurs (terrain de jeu arrière-plan, terrain de jeu premier plan (repris par la balle), joueur 1 (repris par missile1), joueur 2 (repris par missile 2)) peuvent être changées à chaque ligne ce qui permit des arrière-plans bien plus riches que ce qui était imaginé à la base. Un jeu comme Keystone Kapers montre à quel point on pouvait avoir un jeu coloré.
- Les sprites ne pouvaient pas être affichés directement à une position à l'écran, le programmeur devait compter le nombre de cycles pour savoir où en était le canon à électron du téléviseur avant d'afficher le sprite à l'écran ce qui donnait une précision de positionnement à 9 pixels près ; pour corriger ceci il était prévu de pouvoir déplacer ce sprite en provoquant un retard à l'affichage.
- Les joueurs peuvent être utilisés jusqu'à 3 fois par ligne grâce à une astuce les faisant se déplacer après leur affichage effectif à l'écran. C'est comme cela que les programmeurs ont pu afficher des rangées de 6 extraterrestres dans Space Invaders (3 sprites joueur1 et 3 sprites joueur2).

On peut les redéfinir à la volée, ce qui permet dans Space Invaders d'avoir des rangées d'extraterrestres différents.
- Les scrolling verticaux sont très vite apparus grâce à ce traitement ligne à ligne, notamment dans River Raid et des scrolling horizontaux comme on pouvait le voir dans Defender. Après tout à redessiner en permanence le terrain de jeu pourquoi ne pas le faire bouger...
- Pour créer un jeu d'échecs (nécessitant donc jusqu'à huit pièces) l'auteur de la routine d'affichage a dû combiner plusieurs astuces, redéfinir les sprites à la volée et les afficher en « store vénitien » ; par exemple au démarrage sur la ligne 1 il affichait tour, fou, dame, cavalier sur la ligne 2, cavalier, roi, fou, tour, etc.
- C'est donc bien grâce à l'économie initiale sur des composants dédiés que les gameplay des jeux vidéo domestiques ont pu faire leurs premiers grands bonds en avant.

## Brevets
- (en) Brevet U.S. 4275611
- (en) Brevet U.S. D268689 – Wireless controller design patent
- (en) Brevet U.S. 4469330 – Joystick and paddle controller patent